# Blå neon
Blå neon är den svenske artisten Ola Magnells åttonde album, utgivet på LP 1987. Det har inte getts ut på CD.

## Låtlista
Alla låtar är skrivna av Ola Magnell.
1. "Ett öde land"
2. "Malvina utan mörker"
3. "Ego Boy är rädd att flyga"
4. "Ikaros längtan"
5. "Vintervin"
6. "Abrakadabra"
7. "Lessentankar"
8. "Blå neon"
9. "Benkes bar"
10. "Nelly Nelly"
11. "Vid Jerikos mur"

### Fotnoter
1. ↑  Dagens Nyheter, 15 april 1987. Läst 19 november 2022.
2. ↑  Blå Neon - olamagnell.nu
3. 1 2  ”Ola Magnell”. Svensk mediedatabas. Arkiverad från originalet den 19 februari 2019. https://web.archive.org/web/20190219015931/https://smdb.kb.se/catalog/search?q=Ola%20Magnell&x=0&y=0. Läst 23 januari 2013.